# Kim Richmond
Kim Richmond (* 24. Juli 1940 in Champaign, Illinois; † 20. September 2024 in Los Angeles, Kalifornien) war ein US-amerikanischer Jazz-Altsaxophonist, Arrangeur und Komponist.

## Leben und Wirken
Richmond spielte in seiner Jugend Piano, Klarinette und Saxophone; seit 1956 arbeitete er als professioneller Musiker. Er studierte Anfang der 1960er Jahre an der University of Illinois, wo er zur Bigband der Hochschule gehörte (und auch arrangierte), die im März 1963 Eric Dolphy bei einem Stück seines Konzerts begleitete, erschienen als The Illinois Concert auf Blue Note. Im selben Jahr machte er seine Abschlüsse.
Richmond leistete von 1963 bis 1967 seinen Militärdienst Washington, D.C. ab, wo er zur Air Force Big Band, Airmen of Note, gehörte. Er zog danach nach Kalifornien und spielte in den Bands von Stan Kenton (1967), Clare Fischer (1968), Louie Bellson (1969–72), Lalo Schifrin (1979), Bob Florence (1979), Les Brown (1989), Bill Holman (1990) und Vinny Golia (1991). Seit den 1960ern war Richmond auch als Arrangeur tätig, so für Schifrin, Buddy Rich (für den er auch den Titel „Wonderbag“ komponierte) und Ernie Watts. Seit Ende der 1980er Jahre nahm Richmond eine Reihe von Alben unter eigenem Namen auf; 1992 entstand das Big-Band-Album Passages. Gemeinsam mit dem Trompeter Clay Jenkins leitete er das Kim Richmond/Clay Jenkins Ensemble, das auch Play-Along-Einspielungen vorlegte. Mit dem von ihm gegründeten Concert Jazz Orchestra führte er in Südkalifornien eigene Kompositionen auf und arbeitete ansonsten als Studiomusiker, u. a. mit Bob Florence und Joey Sellars, als Arrangeur und musikalischer Leiter in den Film- und Fernseh-Studios.

## Diskographische Hinweise
- Looking in Looking Out (Nine Winds, 1988)
- Passages (Sea Breeze Records, 1992)
- Kim Richmond/Clay Jenkins Ensemble: Range (Nine Winds, 1994)
- Kim Richmond/Clay Jenkins Ensemble: Look at the Time (Chase Music, 1999)
- Crossweave (Origin, 2004)
- Live at Cafe Metropol (Origin, 2007)